# Бріарський канал

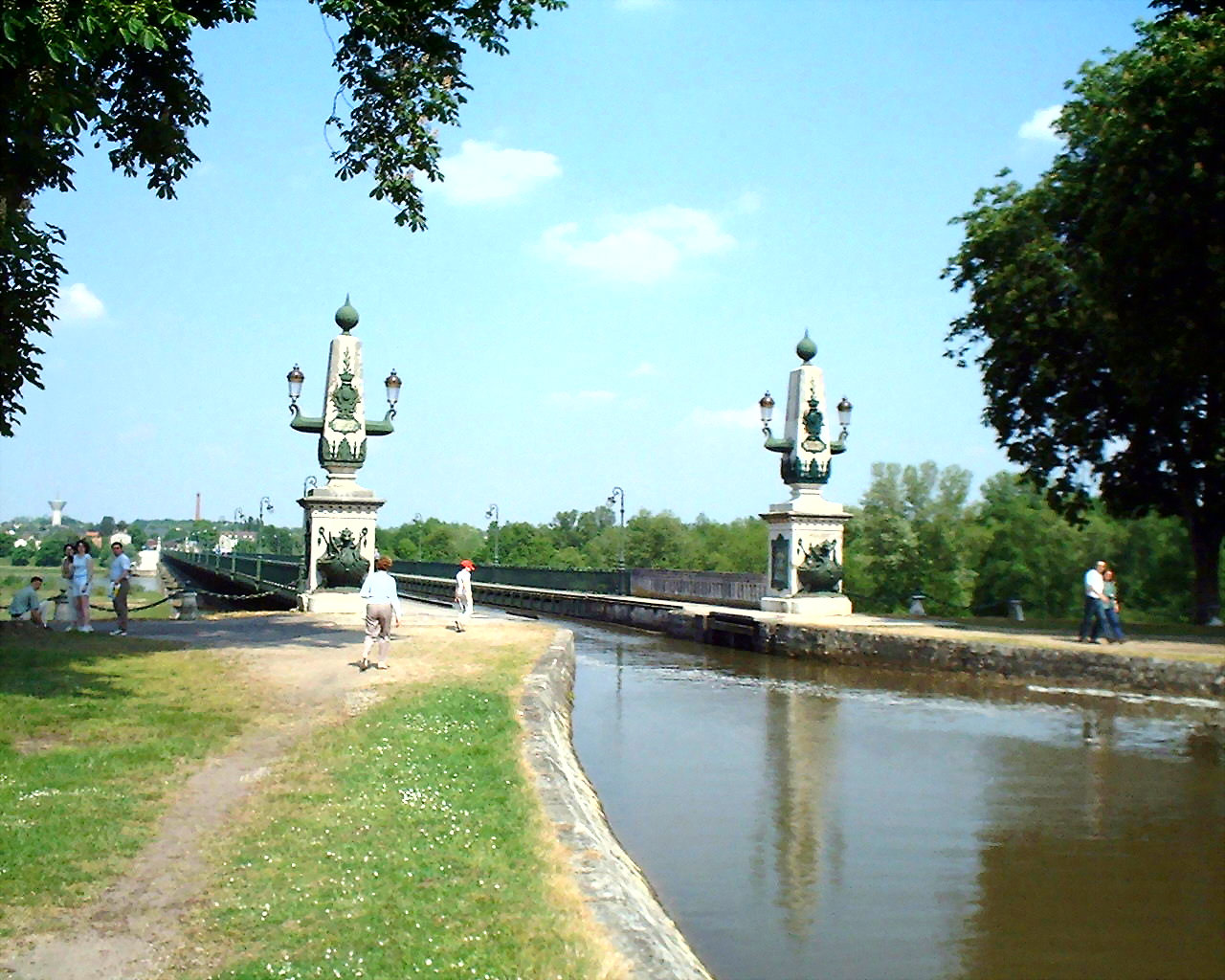
Бріарський канал: акведук через Луару — Бріарський міст

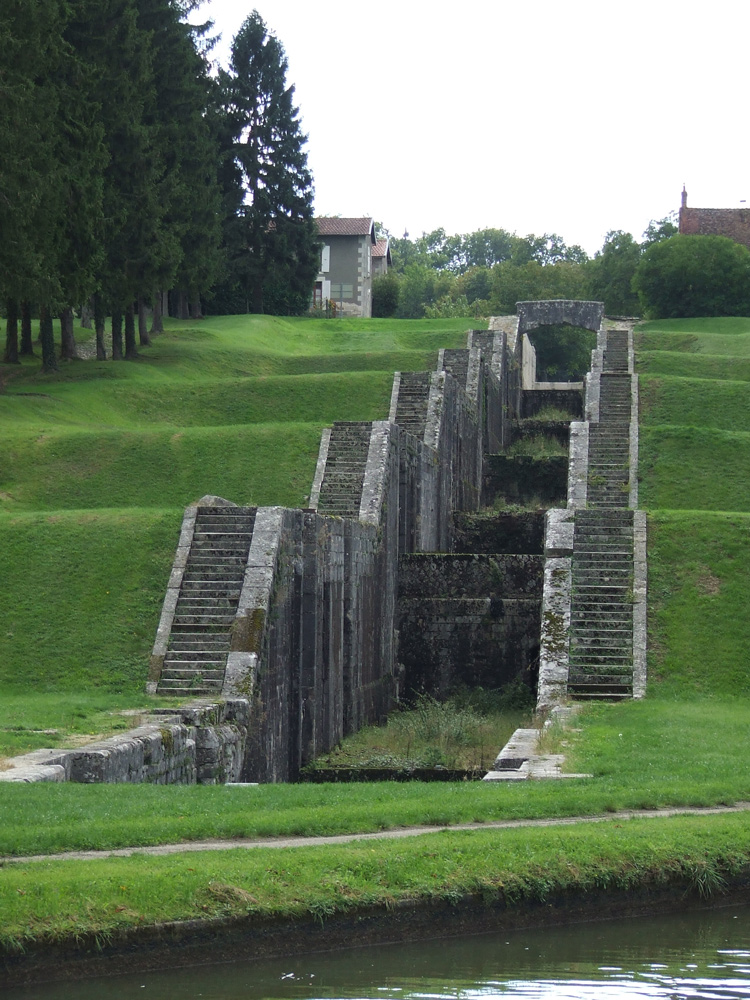
Шлюзи Бріарського каналу

Бріа́рський кана́л (фр. Canal de Briare) — канал у Франції, сполучає річку Луара з річкою Сена. Один з найстаріших каналів Європи, збудований в 1604—1642 роках. Довжина 57 км, глибина 1,8 м. Це перший великий канал, що проходить через височину (висота верхнього рівня 81 м). Роботу каналу забезпечують 36 шлюзів.
З побудовою Бічного луарського та Центрального каналів став частиною системи сполучення з басейном річки Рони.
Канал був задуманий герцогом Сюллі за підтримки короля Генріха IV для розвитку торгівлі зерном і зменшення дефіциту продовольства. Будівництво почалося в 1604 році і закінчилося в 1642. У будівництві брало участь від 6 до 12 тисяч осіб.
У 1860 році канал був викуплений державою .
В 1890-1896 роках було збудовано акведук через річку Луару, найдовший в Європі: 11,5 метрів шириною і довжиною 662 метри.